# Tavèrnoles
Tavèrnoles – gmina w Hiszpanii, w prowincji Barcelona, w Katalonii, o powierzchni 19,02 km². W 2011 roku gmina liczyła 312 mieszkańców.